# Khorol'sky (huyện)
Huyện Khorol'sky (tiếng Nga: ? райо́н) là một huyện hành chính tự quản (raion), của Vùng Primorsky, Nga. Huyện có diện tích 1960 km², dân số thời điểm ngày 1 tháng 1 năm 2000 là 39000 người. Trung tâm của huyện đóng ở Khorol.